# Onthophagus cyanopterus
Onthophagus cyanopterus är en skalbaggsart som beskrevs av D'orbigny 1905. Onthophagus cyanopterus ingår i släktet Onthophagus och familjen bladhorningar. Inga underarter finns listade i Catalogue of Life.